# 1866 au théâtre

| Années du théâtre : 1863 - 1864 - 1865 - 1866 - 1867 - 1868 - 1869    |
| Décennies du théâtre : 1830 - 1840 - 1850 - 1860 - 1870 - 1880 - 1890 |

## Pièces de théâtre représentées
- 1er septembre : La Reine Crinoline ou Le Royaume des Femmes, pièces fantastique des Frères Cogniard et Monsieur BLum, au théâtre des Variétés
- 3 octobre : Nos bons villageois, comédie en 5 actes de Sardou au théâtre du Gymnase.

## Naissances
- 29 juin : Vladimir Stepanov, danseur et pédagogue russe († 28 janvier 1896)
- 3 novembre : Alexandra Yablotchkina, actrice russe et soviétique († 20 mars 1964)

## Décès
- 1er septembre : Léon Gozlan, auteur français (° 1er septembre 1803).